# Zanda
A gyászkakadu (Zanda) a madarak osztályának papagájalakúak (Psittaciformes) rendjébe sorolt kakadufélék (Cacatuidae) családjában a hollókakadu-formák (Calyptorhynchinae) alcsalád egyik neme.

## Fajai
A nemnek 3 recens faja ismert:
- Baudin-gyászkakadu (Zanda baudinii)
- Sárgafülű gyászkakadu (Zanda funerea)
- Fehérfarkú gyászkakadu (Calyptorhynchus latirostris)